# Shinjirō Yamamura

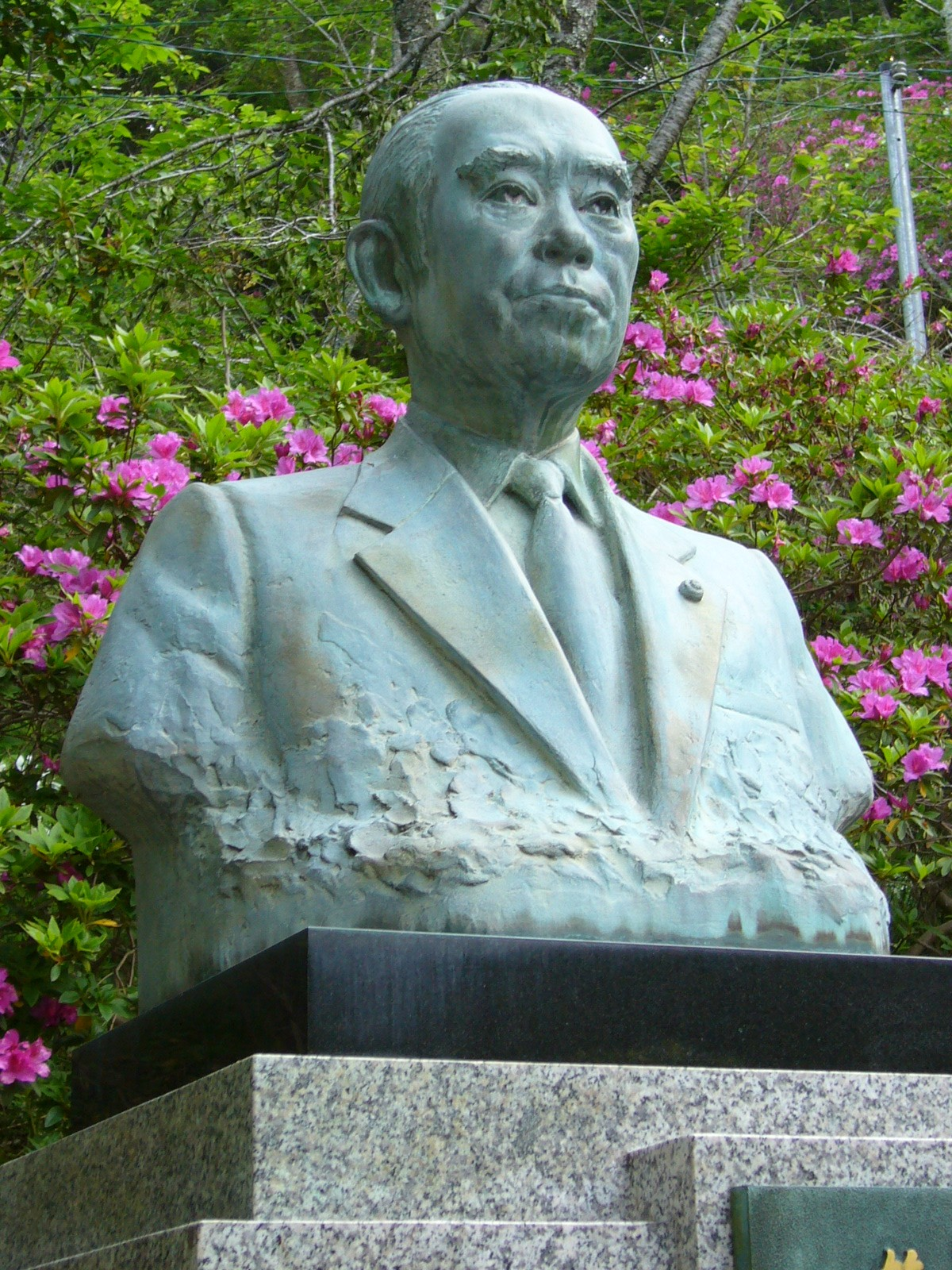
Büste von Shinjirō Yamamura in seiner Geburtsstadt Katori

Shinjirō Yamamura XI. (jap. 十一代目 山村 新治郎 Jūichidaime Yamamura Shinjirō; * 28. April 1933 in Katori, Präfektur Chiba; † 12. April 1992) war ein japanischer Politiker der Liberaldemokratischen Partei und Abgeordneter im Shūgiin für den 2. Wahlkreis Chiba.

## Biografie

### Abgeordneter im Shūgiin
Shinjirō Yamamura XI. wurde am 28. April 1933 als Sohn des Leiters der Behörde für Verwaltungsaufsicht (行政管理庁 Gyōsei-kanri-chō) unter Hayato Ikeda und Abgeordneten Shinjirō Yamamura X. (1908–1964) geboren. Sein Studium der Politikwissenschaft an der Gakushūin-Universität brach er vorzeitig ab und wurde Sekretär seines Vaters. 1964 wurde Yamamura in Nachfolge seines verstorbenen Vaters für den 2. Wahlkreis Chiba ins Shūgiin gewählt.
Im März 1970 wurde Yamamura im Zusammenhang mit einer Entführung einer Boeing 727 der Japan Airlines als Geisel genommen. Der von einer Gruppe von Mitgliedern der Japanischen Roten Armee entführte Japan-Air-Lines-Flug 351 von Tokio-Haneda nach Fukuoka wurde am 31. März 1970 nach Seoul geflogen. Yamamura war zu diesem Zeitpunkt unter Satō Eisaku stellvertretender Verkehrsminister. Er reiste nach Seoul und forderte von den Entführern die Freigabe aller Passagiere. Im Gegenzug bot er sich als Geisel an. Nachdem dies geschehen war, flogen die Entführer mit ihm ins kommunistische Pjöngjang, wo er freigelassen wurde. In Japan gewann Yamamura durch dieses Geschehnis erheblich an Beliebtheit.

### Minister
Im zweiten Kabinett Nakasone war er von Dezember 1983 bis November 1984 Minister für Landwirtschaft, Forsten und Fischerei. Von Juni bis August 1989 war er zudem im Kabinett Uno Verkehrsminister. Im Kabinett Miyazawa war er von November 1991 bis zu seinem Tod Vorsitzender des Haushaltsausschusses des Shūgiin (衆議院予算委員長 Shūgiin yosan iinchō).

### Tod
Yamamura wurde am 12. April 1992 von seiner psychisch gestörten Tochter Kiriyo mit einem Deba erstochen. Er wäre wenige Tage später nach Pjöngjang gereist, um sich mit dem Anführer der linksextremistischen Gruppe zu treffen, die ihn 1970 als Geisel genommen hatte. Nach diesem Vorfall entschied sich die Yamamura-Familie dazu, sich aus der Politik zurückzuziehen, weshalb Shinjirō Yamamuras Sohn Akira nicht bei der Shūgiin-Wahl 1993 antrat. Kiriyo Yamamura beging 1996 Selbstmord, noch bevor ihr Urteil verkündet wurde.